# Рюдман, Арвид
А́рвид Рю́дман (фин. Arvid Rydman; 25 июня 1884, Алавус, Вазаская губерния — 14 мая 1953, Пори, Турку-Пори) — финский гимнаст, серебряный призёр летних Олимпийских игр 1912 года в командном первенстве по произвольной системе.